# Festus Talam
Festus Talam (20 oktober 1994) is een Keniaanse atleet, die is gespecialiseerd in de lange afstand. Hij is het meest bekend voor zijn overwinning in de marathon van Eindhoven.

## Loopbaan
In 2016 was Talam aangetrokken om dienst te doen als haas in de marathon van Eindhoven. Vlak voor de wedstrijd kreeg hij te horen dat zijn moeder bij een ernstig verkeersongeval betrokken was. Dit weerhield hem er niet van om als gangmaker af te reizen. In plaats van bij de gebruikelijke 30 km uit te stappen, liep hij door en won de wedstrijd in 2:06.26. Vlak voor de finish verspeelde hij nog enkele seconden, doordat hij in plaats van rechtdoor te lopen, afboog achter de motorrijder. Dit was zijn eerste marathon die hij had gelopen.

## Persoonlijke records
| Onderdeel      | Prestatie | Datum             | Plaats         |
| -------------- | --------- | ----------------- | -------------- |
| 5000 m         | 14.22,2   | 18 maart 2016     | Nakuru         |
| 10 km          | 28.19     | 19 april 2015     | Verbania       |
| 15 km          | 43.09     | 14 september 2014 | Ústí nad Labem |
| halve marathon | 1:00.56   | 19 april 2015     | Verbania       |
| marathon       | 2:06.13   | 8 oktober 2017    | Eindhoven      |

## Palmares

### 15 km
- 2015: 5e Zane Branson Memorial in Kabarak - 44.35
- 2016: 4e Zane Branson Memorial in Kabarak - 44.28

### halve marathon
- 2014:  halve marathon van Karlovy Vary - 1:02.25
- 2014: 5e halve marathon van Usti nad Labem - 1:01.47
- 2014:  halve marathon van Mwanza - 1:03.05
- 2015: 5e halve marathon van Moshi - 1:03.38
- 2015:  halve marathon van Verbania - 1:00.56
- 2015: 4e halve marathon van Ceske Budejovice - 1:05.42
- 2015: 4e halve marathon van Usti nad Labem - 1:01.34
- 2015:  halve marathon van Mwanza - 1:04.40
- 2016: 5e halve marathon van Göteborg - 1:01.48
- 2017: 4e halve marathon van Olomouc - 1:04.19
- 2018: 6e halve marathon van Olomouc - 1:01.35

### marathon
- 2016:  marathon van Eindhoven - 2:06.26
- 2017: 4e marathon van Rotterdam - 2:07.10
- 2017:  marathon van Eindhoven - 2:06.13
- 2017: 5e marathon van Honolulu - 2:17.26